# 虫売り

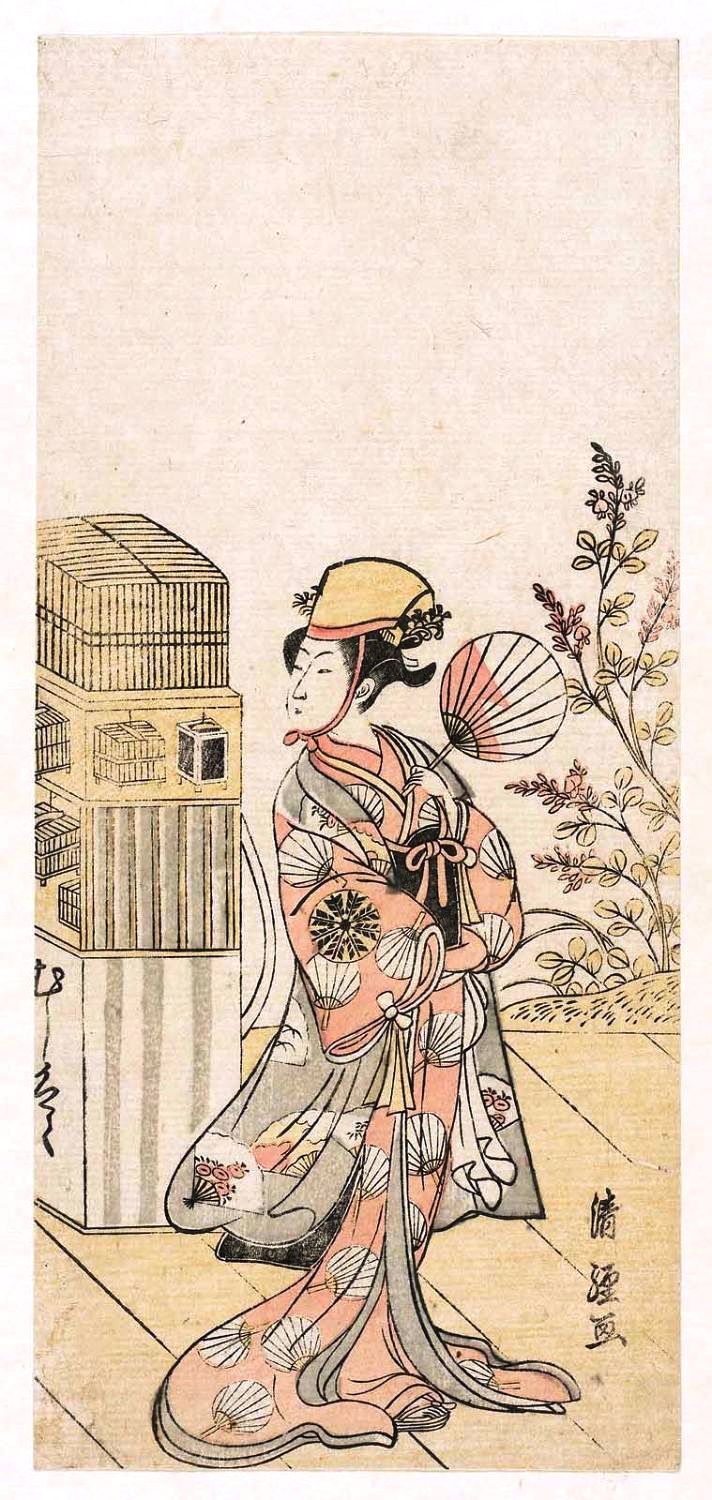
鳥居清経画。中村富十郎の「虫売り」　。1774年。

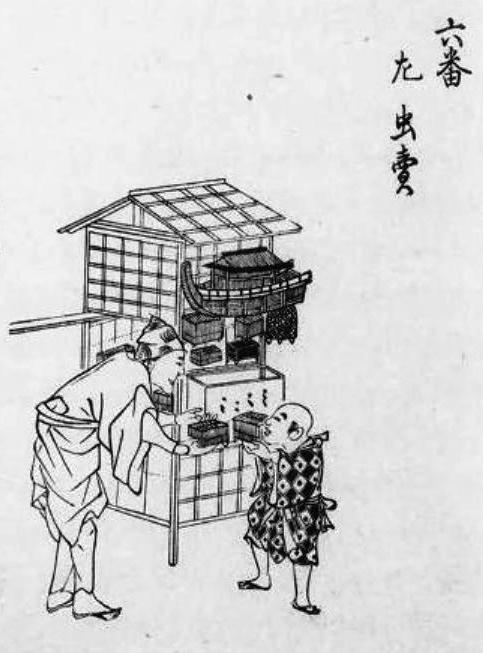
虫売り。江戸職人歌合. 石原正明著 (片野東四郎, 1900)

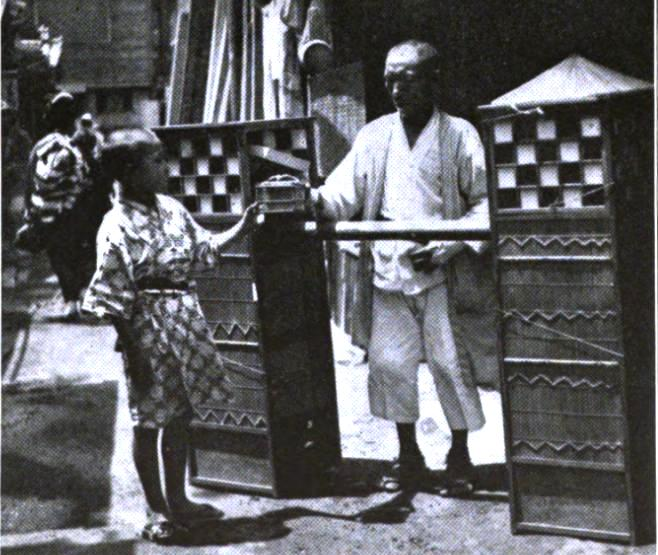
明治時代の虫売り

虫売り（むしうり）は、スズムシなど、主に鳴声をあげる昆虫を販売する商売。あるいはその商売を行う業者を指す。

## 概要
虫を売り歩くという職業は遅くとも17世紀頃には上方で出現していた事が確認されているが、1687年に発布された生類憐れみの令により、虫の売買および飼育が禁じられ、その職業自体も完全に途絶する。その後、江戸・神田で行われ始めた虫売りをその起源とする事が多い。スズムシ、クツワムシ、マツムシ、カンタン、キリギリスなどの鳴く虫の他、季節によってホタルやタマムシ、ヒグラシなどを取り扱う。現代ではこれらの虫に加え、カブトムシやクワガタムシなど多種多様な虫が売買されている。

## 歴史
寛政の時代、神田でおでん屋を営んでいた忠蔵という男が、本業の片手間に根岸で捕まえたスズムシを販売していた。売れ行きが思いの外好調であったことから忠蔵はおでん屋を畳み、虫売りへと転業し、本格的に取組み始めたのが、虫売りの起源とされる。忠蔵は瓶に入れた土に産ませた卵を室内で温め、孵化させ、野生のスズムシよりも早く成虫に育て（いわゆる養殖）、高値で売り出すことで莫大な利益を得た。
その後、増加する虫売り業者に規制が加えられるなど、江戸時代を代表するひとつの大衆文化として捉えられるようになり、小泉八雲によって江戸の文化として紹介がなされている。

## 季節
江戸市中の虫売りの季節は、5月の不動尊の縁日（5月28日）の頃から始まり、盆の頃に終わりとなる。これは、江戸市民の間に、お盆に飼い置いた虫を放つ風習があったためである。